# فرانچیشک برادنیویچ
فرانچیشک برادنیویچ (لهستانی: Franciszek Brodniewicz؛ ‏ ۲۹ نوامبر ۱۸۹۲ – ۱۷ اوت ۱۹۴۴) بازیگر اهل لهستان بود.
او در آپارتمانش یک زن یهودی به نام راشل آدلر را پنهان کرد که به لطف این کمک از جنگ جان سالم به در برد. او همچنین به همسایه‌ای که توسط گشتاپو تعقیب می‌شد، کمک کرد تا فرار کند. او در جریان قیام ورشو در آپارتمانش در خیابان ۷۳ زلوتا، در اثر بیماری عروق کرونر قلب درمان‌نشده (که پس از انفجار بمب هواپیما در حیاط خانه اجاره‌ای باعث سکته قلبی شد) درگذشت. او در خانه‌اش دفن شده بود که پس از نبش قبر در گورستان برودنو (قطعه: ۱۳بی-وی-۱۸)به خاک سپرده شد.
از فیلم‌ها یا برنامه‌های تلویزیونی که وی در آن نقش داشته‌است، می‌توان به دختر ژنرال پانکراتوف، دکتر مورک، پان تفاردوفسکی و علف جاروب اشاره کرد. او در جریان قیام ورشو کشته شد.